# Bois-Guilbert
Bois-Guilbert – miejscowość i gmina we Francji, w regionie Normandia, w departamencie Sekwana Nadmorska.
Według danych na rok 1990 gminę zamieszkiwały 172 osoby, a gęstość zaludnienia wynosiła 21 osób/km² (wśród 1421 gmin Górnej Normandii Bois-Guilbert plasuje się na 729. miejscu pod względem liczby ludności, natomiast pod względem powierzchni na miejscu 451.).